# Načelnik Generalštaba Kopenske vojske Združenih držav Amerike
Načelnik Generalštaba Kopenske vojske Združenih držav Amerike (angleško Chief of Staff of the United States Army; kratica CSA) je profesionalni vodja Kopenske vojske ZDA, ki je skrbi za stalno pripravljenost tega rodu oboroženih sil, a sam nima nobene avtoritete operativnega poveljstva.
Hkrati je član Združenega štaba oboroženih sil ZDA; tako je predsednikov svetovalec glede kopenske vojske. Načelnik štaba ima vojaški čin generala.
Pred 1903 je vojaški vodja KOV ZDA nosil naziv poveljujoči general Kopenske vojske ZDA.

## Seznam načelnikov
1. General Samuel Baldwin Marks Young (15. avgust 1903- 8. januar 1904)
2. General Adna Romanza Chaffee (9. januar 1904 - 14. januar 1906)
3. General John Coalter Bates (15. januar 1906 - 13. april 1906)
4. General James Franklin Bell (14. april 1906 - 21. april 1910)
5. General Leonard Wood (22. april 1910 - 21. april 1914)
6. General William Wallace Wotherspoon (22. april 1914 - 16. november 1914)
7. General Hugh Lenox Scott (17. november 1914 - 22. september 1917)
8. General Tasker Howard Bliss (23. september 1917 - 19. maj 1918)
9. General Peyton Conway March (20. maj 1918 - 30. junij 1921)
10. General armade John J. Pershing (1. julij 1921 - 13. september 1924)
11. General John Leonard Hines (14. september 1924 - 20. november 1926)
12. General Charles Pelot Summerall (21. november 1926 - 20. november 1930)
13. General armade Douglas MacArthur (21. november 1930 - 1. oktober 1935)
14. General Malin Craig (2. oktober 1935 - 31. avgust 1939)
15. General armade George Catlett Marshall (1. september 1939 - 18. november 1945)
16. General armade Dwight David Eisenhower (19. november 1945 - 6. februar 1948)
17. General armade Omar Nelson Bradley (7. februar 1948 - 15. avgust 1949)
18. General Joseph Lawton Collins (16. avgust 1949 - 14. avgust 1953)
19. General Matthew Bunker Ridgway (15. avgust 1953 - 29. junij 1955)
20. General Maxwell Davenport Taylor (30. junij 1955 - 30. junij 1959)
21. General Lyman Louis Lemnitzer (1. julij 1959 - 30. september 1960)
22. General George Henry Decker (1. oktober 1960 - 30. september 1962)
23. General Earle Gilmore Wheeler (1. oktober 1962 - 2. julij 1964)
24. General Harold Keith Johnson (3. julij 1964 - 2. julij 1968)
25. General William Childs Westmoreland (3. julij 1968 - 30. januar 1972)
26. General Bruce Palmer mlajši (v.d.) (1. julij 1972 - 11. oktober 1972)
27. General Creighton Williams Abrams mlajši (12. oktober 1972 - 4. september 1974)
28. General Frederick Carlton Weyand (3. oktober 1974 - 30. september 1976)
29. General Bernard William Rogers (1. oktober 1976 - 21. junij 1979)
30. General Edward Charles Meyer (22. junij 1979 - 21. junij 1983)
31. General John Adams Wickham mlajši (23. julij 1983 - 23. junij 1987)
32. General Carl Edward Vuono (23. junij 1987) - 21. junij 1991)
33. General Gordon Russell Sullivan (21. junij 1991 - 20. junij 1995)
34. General Dennis Joe Reimer (20. junij 1995 - 21. junij 1999)
35. General Eric Ken Shinseki (21. junij 1999 - 11. junij 2003)
36. General Peter Jan Schoomaker (1. avgust 2003 - 10. april 2007)
37. General George W. Casey mlajši (10. april 2007 - 10. april 2011)
38. General Martin E. Dempsey (10. april 2011 - danes)